# Linha Vermelha (Metro de Lisboa)
La Linha Vermelha, també anomenada Linha do Oriente (en català, Línia Vermella i Línia d'Orient), és una línia de les quatres línies de ferrocarril metropolità del Metro de Lisboa, Portugal. Té uns 8 quilòmetres de longitud i 9 estacions.

## Història
Fou inaugurada el 1998 entre Alameda i Oriente, per donar cobertura al Parque das Nações on es va celebrar l'Expo '98.
El 29 d'agost del 2009 ha sigut inaugurat el tros Alameda – São Sebastião, passant per Saldanha, que permet la connexió entre aquesta i les línies Groga i Blava, augmentant l'accessibilitat dintre de la ciutat.
El 2012 es va inaugurar la prolongació de la línia fins a Aeroporto, passant per Moscavide i Encarnação, la qual cosa permet la connexió entre l'Estació de Oriente i l'Aeroport de Portela.